# Крајња десница у Украјини
Крајња десница у Украјини односи се на деловање, организације и уверења крајње деснице у Украјини. Последњих година то је уско повезано са повећаним нивоом екстремне десничарске идеологије која промовише неонацизам, супериорност беле расе, антисемитизам и ксенофобију у Украјини. Све је више доказа о кршењу грађанских слобода, забрани књига, насиљу крајње десних екстремиста, ултранационализму, неонацистичким погромима етничких заједница као што су Роми, нападима на феминисткиње и ЛГБТ мањине и званично спонзорисаном величању нацистичких колабораната.
Неки извори примећују да сукоби између десничарских екстремиста и полицајаца показују необјашњиву пасивност украјинске полиције када је у питању спречавање, сузбијање или истрага противзаконитих радњи.
На украјинским парламентарним изборима 2019. године све веће украјинске десничарске странке формирале су јединствену националну партијску листу са политичким партијама Слобода, Националним корпусом, Владином иницијативом Јароша и Десним сектором. Међутим, настала коалиција је успела да освоји само 2,15% гласова бирача, а пошто коалиција није прешла цензус од 5% није добила ниједно посланичко место. Ниједна странка крајње деснице није освојила посланичко место у Врховној ради (украјинском парламенту).

## Друштвена и економска позадина
Због текуће економске кризе, велики део становништва Украјине пати од сиромаштва, незапослености и ненормално ниских плата за владине и социјалне раднике. Ситуација је погоршана широко распрострањеном корупцијом, често нефункционалним правосудним системом и високим стопама алкохолизма што доводи до генерално лоших резултата јавног здравља. Сви фактори заједно подстичу растућу друштвену аномију и преовлађујуће неповерење у украјинске власти и локалне администрације. Штавише, на националне ставове о крајњој десници утиче амбивалентна улога коју је Украјина играла током нацистичке окупације, при чему су Украјинци били добровољци у СС трупама и чувари концентрационих логора. Поред тога, званични став украјинских власти има тенденцију да игнорише ратне злочине које су починили украјински националисти, укључујући истребљење пољског становништва, масакре украјинских цивила и учешће у антијеврејским погромима.
Као резултат, десничарска идеологија у Украјини има јаке струје расизма, ксенофобије, антисемитизма, ауторитаризма, антипарламентаризма и етнонационализма. Овај апстрактни концепт се често повезује са порицањем холокауста и игнорисањем геноцидне политике Адолфа Хитлера, нацистичке Немачке и нацизма. Превођење филозофије у живу стварност налази се у јавности као десничарски екстремизам, који угрожава демократски развој нације. У исто време украјински екстремисти крајње деснице одбацују демократске вредности као што је слобода говора, али активно користе сав спектар могућности које демократија нуди.
Према извештају Фридом хауса из 2018. године долази до постепеног приближавања украјинских екстремно десничарских организација и државних власти. Фридом хаус тврди да је овај тренд посебно приметан када су у питању агенције за спровођење закона. Именовање неких политичких личности са озлоглашеним ставовима крајње деснице, као што су Вадим Тројан и Андриј Билецки, на високе положаје у националној полицији и даље је предмет забринутости Фридом хауса.

## Крајње десничарско насиље
Извештавање медија углавном је било фокусирано на странку Слобода чији су чланови оптужени да су убили четири припадника Националне гарде ручним бомбама током митинга испред украјинског парламента у августу 2015. Нико од оптужених није осуђен због чега је Фридом хаус ово навео као пример „неприхватљиве пасивности када је у питању спречавање или сузбијање незаконитих радњи, истрага инцидената и привођење починилаца правди“.
Редовни маршеви са бакљама припадника украјинских десничара поређени су са онима у Немачкој после Првог светског рата, а украјинске власти су се суочиле са широко распрострањеним критикама због њихове неактивности у суочавању са екстремно десничарским злочинима. Поновљени покушаји власти да одају спомен украјинским националистичким вођама које су сарађивале са нацистичком Немачком током Другог светског рата такође су изазвали критике.
Украјински правосудни систем класификује десничарски тероризам као дела хулиганства, укључујући, на пример, неуспели бомбашки напад на Јеврејски центар 2009. године

## Војне и паравојне јединице
Према америчком научнику Стивену Ф. Коену ускрснуће нацистичке идеологије могло се посматрати широм света, укључујући Европу и Сједињене Државе, али он верује да растући украјински неонацистички покрет представља посебну опасност због своје добро наоружане и добро организоване природе у политичком центру Другог хладног рата. На пример, слика украјинског војника из 2018. године који носи нацистички симбол СС Тотенкопф који је стајао одмах иза председника Порошенка. Коен је поменуо и пук Азов као манифестацију оживљавања украјинског неонацизма.
Британски научник Ричард Саква истакао је да јединице украјинске Националне гарде, у којима су били екстремно десни милитанти, „често нису имали дисциплину и третирали су југоисточну Украјину као окупирану територију, редовно чинећи зверства над цивилима и заробљеним „терористима“. Фридом хаус је известио да су неки узбуњивачи изразили забринутост јавности због интеграције украјинских неонациста у украјинску полицију. Они тврде да је процес изгледа подржан потребом да се неконтролисане војне јединице неонацистичких добровољаца укључе у националне оружане и безбедносне снаге.

## Политичке партије и организације
- Конгрес украјинских националиста
- Слобода (политичка странка)
- Украјински национални савез
- Десни сектор
- Национални корпус (Украјина)